# Ópera rock triunfo
Ópera Rock Triunfo es el sexto álbum de los Mojinos Escozíos. Fue sacado a la venta en 2003. Es una grabación de un concierto especial que dieron a modo de musical, en el cual describen una parodia de Operación Triunfo, el programa de Televisión Española. Tiene 5 actos.

## Lista de canciones
1. Intro vocal - 2:17

Acto I (Tó er día cantando)
1. La infansia de Federico - 2:25
2. Las tablas de multiplicá - 1:52
3. Federico el Cantarín - 1:47

Acto II (Pacto satánico)
1. El mánager que venía de las tinieblas - 2:30
2. El consejo (pon el culo) - 3:51
3. Que trabajen los romano (que tienen el pecho de lata) - 2:45

Acto III (Pó vale, pó me apunto)
1. Los consejo de papá - 2:30
2. Es de bien nasíos ser agradesíos - 1:11
3. Qué guapo que soy - 3:46

Acto IV (La gran finá)
1. Presentación de Federico - 1:55
2. Supermán - 2:30
3. Presentación de Mateo - 1:12
4. Dejad que las niñas se aserquen a mí - 3:55
5. Presentación de Manolito Márquez - 1:20
6. Que se mueran tó los feos - 4:06

Acto V (La decepción)
1. Federico se comió un mojón - 0:52
2. El día del consierto - 3:17
3. No vale pa ná - 9:20

- Datos: Q6174660